# Das kleine Hoftheater

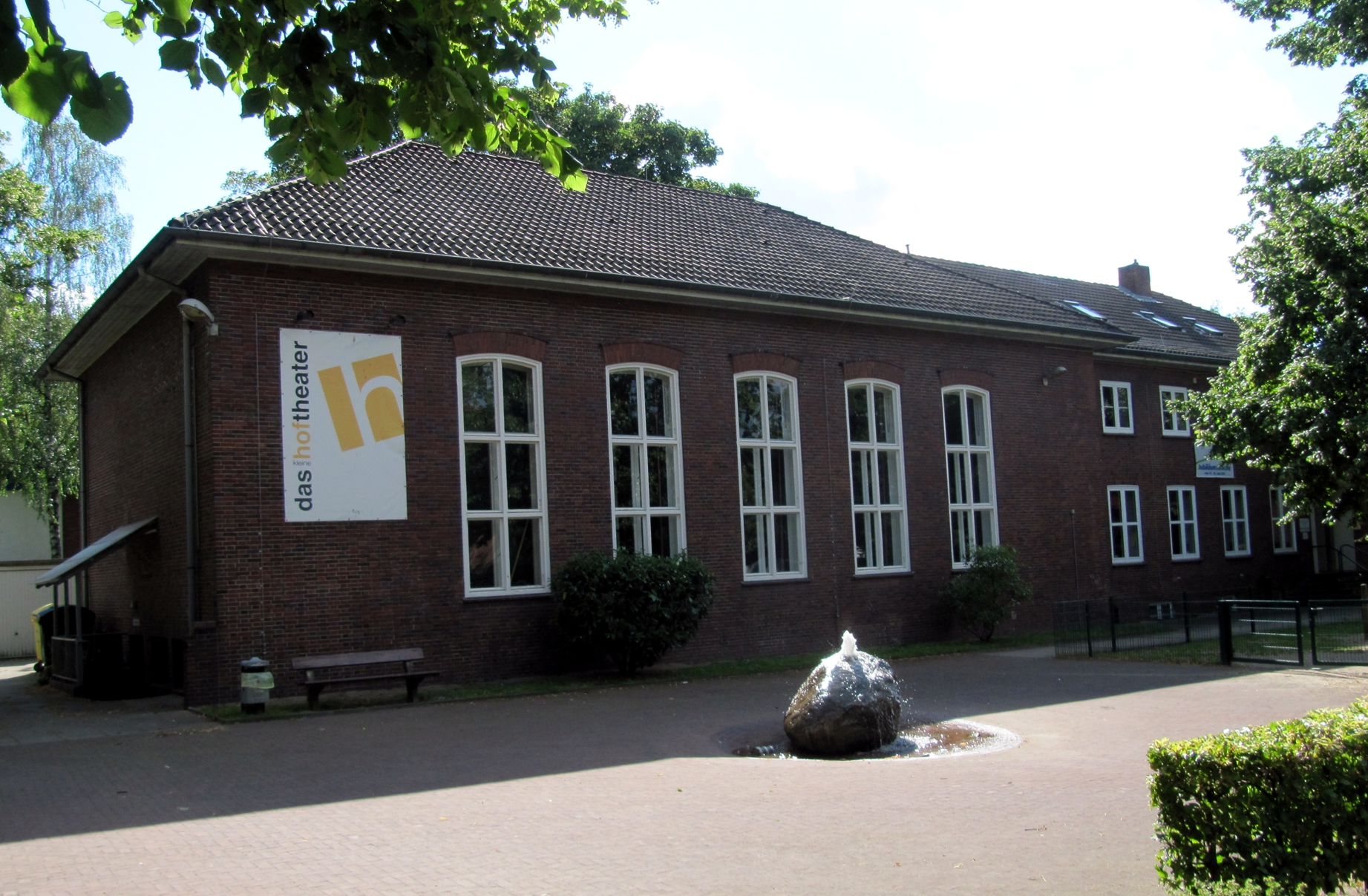
„Das kleine Hoftheater“ im Gemeindesaal der Martinskirche

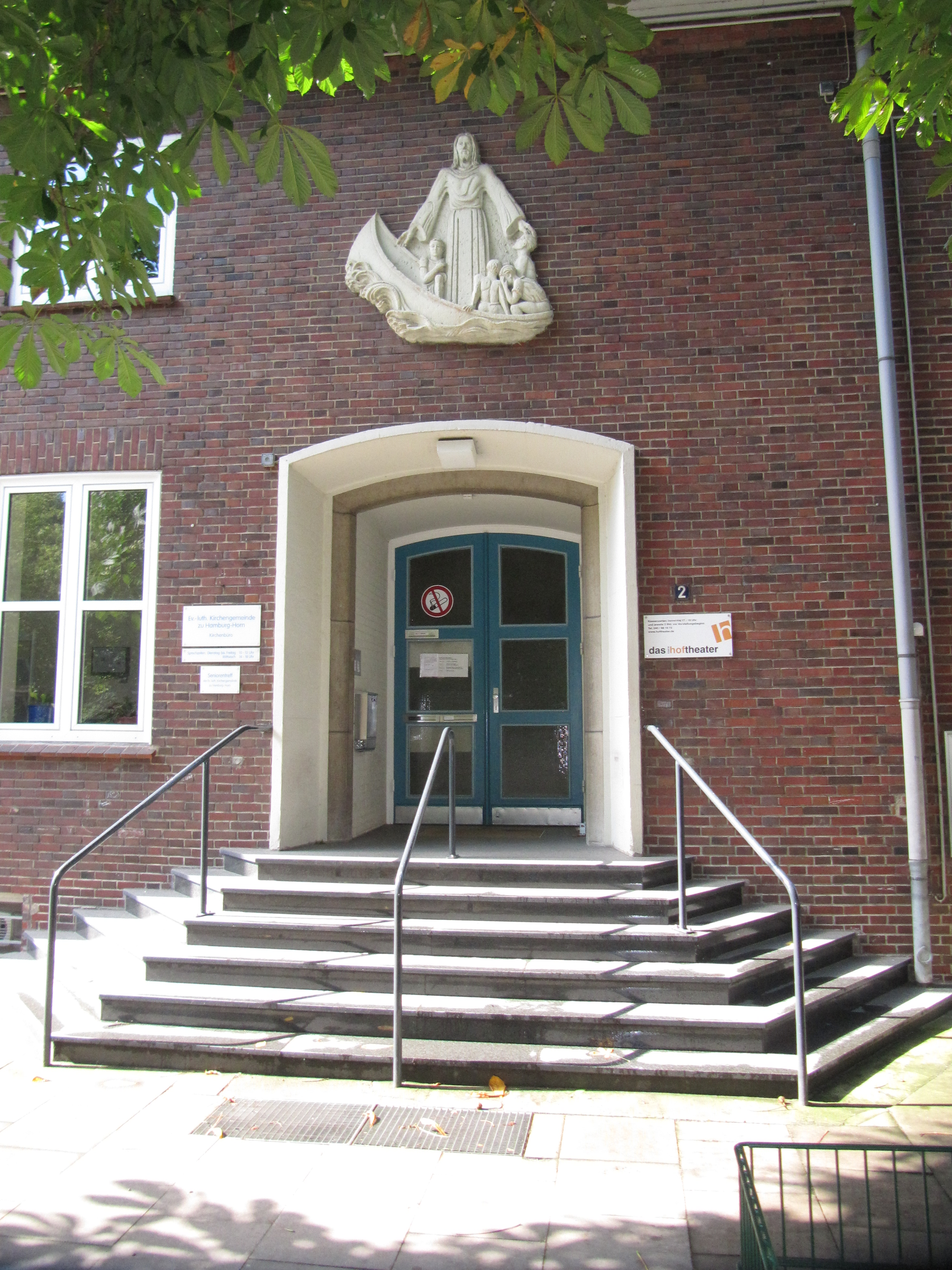
Eingang zum Gemeindesaal bzw. dem Bistro und Theater

Veranstaltungsraum (Gemeindesaal)

Das kleine Hoftheater (Eigenschreibweise in Minuskeln) ist ein Privattheater in Hamburg-Horn, das von Petra Behrsing, Claudia Isbarn und Stefan Leonard geleitet wird.

## Geschichte
Mit dem Stück Hier sind Sie richtig von Marc Camoletti nahm „Das kleine Hoftheater“ im Jahr 1985 seinen Spielbetrieb im Stadtteil Wandsbek auf. Im Jahr 2005 erfolgte der Umzug in die heutige Spielstätte in der Straße „Bei der Martinskirche“ in der Nähe des U-Bahnhofs Horner Rennbahn.

## Aufführungen und Produktionen
Angeboten werden neben bis zu neun Eigenproduktionen jährlich auch Gastspiele und Lesungen. Auf der Bühne stehen dabei, von wenigen Ausnahmen abgesehen, professionelle Schauspieler. Der Spielplan setzt sich überwiegend aus Komödien zusammen.
So fanden sich in der Vergangenheit Stücke wie Bleib doch zum Frühstück, Die Kaktusblüte, Der Mustergatte oder Arsen und Spitzenhäubchen im Programm, daneben aber auch Kriminalstücke (Warte, bis es dunkel ist sowie Der Tod auf dem Nil), Märcheninszenierungen und mit My Fair Lady und Im weißen Rößl musikalische Stücke.
Die Aufführungen finden in der Regel von Freitag bis Sonntag statt. Der Zuschauerraum bietet an Bistro-Tischen bis zu 120 Personen Platz.

## Finanzierung
Seit 2009 ist das Theater von der Hamburger Kulturbehörde als Privattheater anerkannt. Seitdem wird es vom Hamburger Senat finanziell gefördert. Unterstützt wird „Das kleine Hoftheater“ zusätzlich durch den Förderverein Freunde des kleinen hoftheaters e. V.